# Margés
|  | Aquest article tracta sobre el municipi de la Droma. Per a altres significats, vegeu: Marge (desambiguació) |

Margès és un municipi francès situat al departament de la Droma i a la regió d'Alvèrnia-Roine-Alps. L'any 2007 tenia 850 habitants.

## Demografia

### Població
El 2007 la població de fet de Margès era de 850 persones. Hi havia 297 famílies de les quals 48 eren unipersonals (32 homes vivint sols i 16 dones vivint soles), 100 parelles sense fills, 137 parelles amb fills i 12 famílies monoparentals amb fills.
La població ha evolucionat segons el següent gràfic:
Habitants censats

### Habitatges
El 2007 hi havia 328 habitatges, 307 eren l'habitatge principal de la família, 11 eren segones residències i 9 estaven desocupats. 312 eren cases i 11 eren apartaments. Dels 307 habitatges principals, 252 estaven ocupats pels seus propietaris, 48 estaven llogats i ocupats pels llogaters i 7 estaven cedits a títol gratuït; 3 tenien una cambra, 11 en tenien dues, 25 en tenien tres, 70 en tenien quatre i 198 en tenien cinc o més. 250 habitatges disposaven pel capbaix d'una plaça de pàrquing. A 105 habitatges hi havia un automòbil i a 190 n'hi havia dos o més.

### Piràmide de població
La piràmide de població per edats i sexe el 2009 era:
| Homes | Edats   | Dones |
| ----- | ------- | ----- |
| 0     | 95 o +  | 0     |
| 0     | 90 a 94 | 4     |
| 0     | 85 a 89 | 0     |
| 0     | 80 a 84 | 0     |
| 20    | 75 a 79 | 16    |
| 24    | 70 a 74 | 8     |
| 8     | 65 a 69 | 20    |
| 20    | 60 a 64 | 16    |
| 8     | 55 a 59 | 20    |
| 12    | 50 a 54 | 4     |
| 28    | 45 a 49 | 24    |
| 60    | 40 a 44 | 44    |
| 40    | 35 a 39 | 28    |
| 16    | 30 a 34 | 16    |
| 4     | 25 a 29 | 20    |
| 16    | 20 a 24 | 16    |
| 20    | 15 a 19 | 20    |
| 48    | 10 a 14 | 32    |
| 24    | 5 a 9   | 28    |
| 16    | 0 a 4   | 20    |

## Economia
El 2007 la població en edat de treballar era de 549 persones, 425 eren actives i 124 eren inactives. De les 425 persones actives 393 estaven ocupades (217 homes i 176 dones) i 32 estaven aturades (15 homes i 17 dones). De les 124 persones inactives 41 estaven jubilades, 46 estaven estudiant i 37 estaven classificades com a «altres inactius».

### Ingressos
El 2009 a Margès hi havia 324 unitats fiscals que integraven 895,5 persones, la mediana anual d'ingressos fiscals per persona era de 17.475 €.

### Activitats econòmiques
Dels 40 establiments que hi havia el 2007, 2 eren d'empreses alimentàries, 1 d'una empresa de fabricació de material elèctric, 4 d'empreses de fabricació d'altres productes industrials, 11 d'empreses de construcció, 8 d'empreses de comerç i reparació d'automòbils, 1 d'una empresa de transport, 3 d'empreses d'hostatgeria i restauració, 1 d'una empresa financera, 1 d'una empresa immobiliària, 2 d'empreses de serveis, 5 d'entitats de l'administració pública i 1 d'una empresa classificada com a «altres activitats de serveis».
Dels 12 establiments de servei als particulars que hi havia el 2009, 1 era una oficina de correu, 3 guixaires pintors, 2 fusteries, 1 lampisteria, 3 electricistes, 1 restaurant i 1 saló de bellesa.
L'únic establiment comercial que hi havia el 2009 era una fleca.
L'any 2000 a Margès hi havia 26 explotacions agrícoles que ocupaven un total de 336 hectàrees.

## Equipaments sanitaris i escolars
El 2009 hi havia una escola elemental.

## Poblacions més properes
El següent diagrama mostra les poblacions més properes.